# Gerhard Hertel

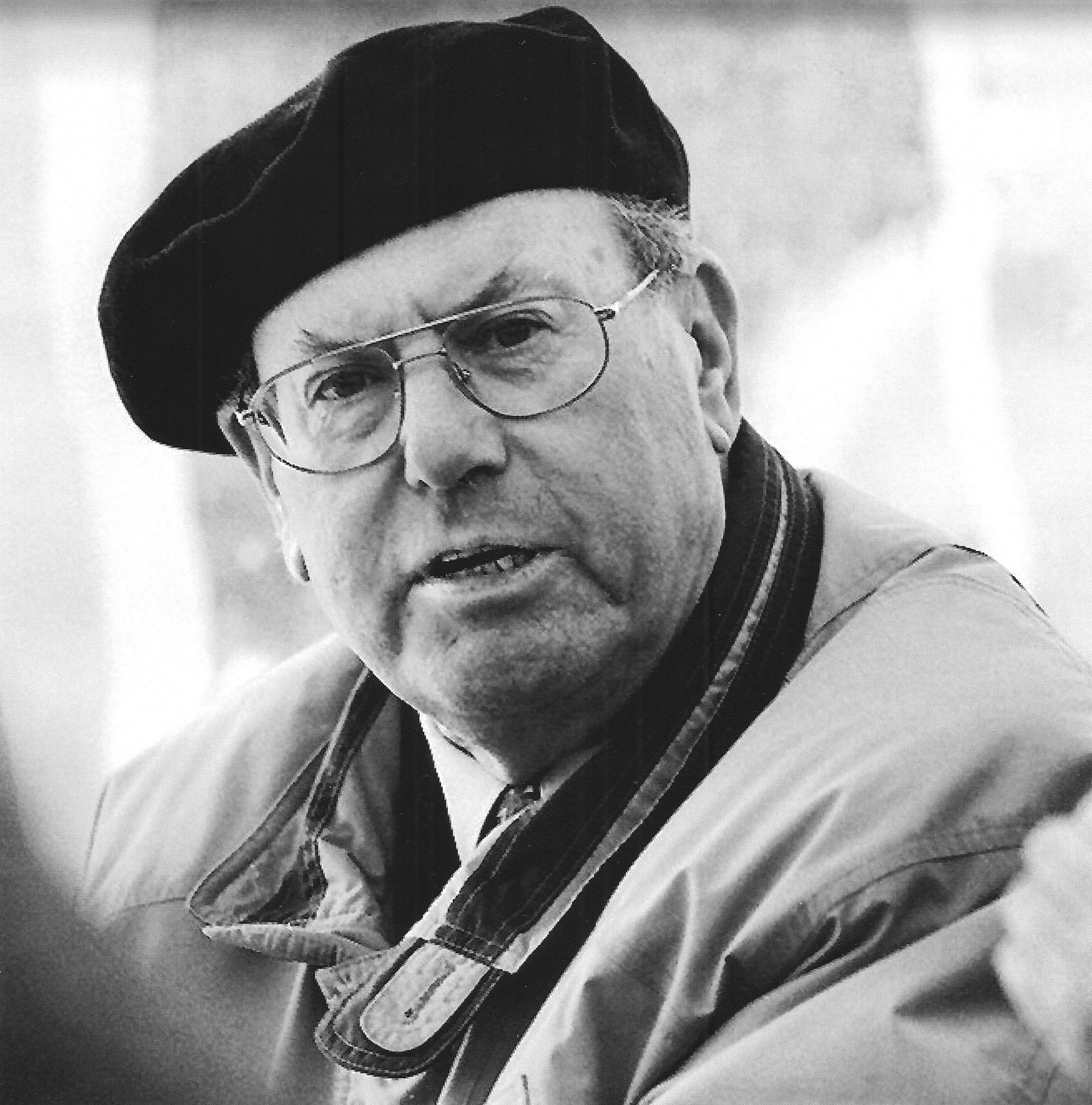
Gerhard Hertel (um 1995)

Gerhard Hertel (* 22. Juni 1924 in Freudenstadt; † 5. Februar 2007 ebenda) war ein deutscher Finanzbeamter, Kommunalpolitiker und Heimatforscher.

## Leben
Gerhard Hertel war ein Sohn eines selbständigen Kaufmanns. Obwohl er schon während der Schulzeit ein großes Interesse für Geschichte zeigte, begann er nach dem Abschluss der Schule eine kaufmännische Lehre. Dazu zwang ihn die Krankheit des Vaters. Die Lehre musste er 1941 unterbrechen, da er – obwohl noch minderjährig – zur Wehrmacht eingezogen wurde, und zunächst nach Moldawien geschickt wurde. In die Heimatstadt kam er erst 1945 nach dem Ende des Zweiten Weltkrieges – als Schwerbehinderter – zurück. Dort fing er an, beim Finanzamt Freudenstadt zu arbeiten und diese Tätigkeit übte er bis zu seiner Pensionierung 1976 aus. 1948 heiratete er Irmgard Bässler, mit der er zwei Söhne hatte.

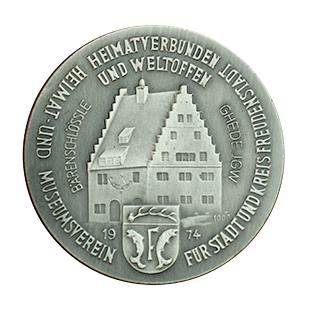
Medaille zur Erinnerung an die Gründung des Heimat- und Museumsvereins Freudenstadt im Jahr 1974.

Bald begann er, sich als Kommunalpolitiker zu beteiligen. Zunächst engagierte er sich für die Gesamtdeutsche Volkspartei (GVP): 1952 war er einer ihrer Gründer. Nach dem Misserfolg dieser Partei beteiligte er sich 1957 maßgeblich an deren Auflösung. Inzwischen fand er bei der SPD seine politische Heimat und als Mitglied dieser Partei wurde er 1956 in den Gemeinderat gewählt. Dieses Amt übte er ununterbrochen 33 Jahre aus. 1959 nahm er als Delegierter am Reformparteitag der SPD in Bad Godesberg teil. Seit 1959 war er Kreisrat – abgesehen von einer mehrjährigen Unterbrechung insgesamt 22 Jahre. 1969 nahm er als Wahlmann an der Bundesversammlung teil, die Gustav Heinemann zum Bundespräsidenten wählte.
Für Hertel war jedoch die Heimatforschung am wichtigsten, wobei er sich am meisten mit der Geschichte befasste. 1974 war er Mitbegründer des Heimat- und Museumsvereins für Stadt und Kreis Freudenstadt. Er war dessen Motor und bis zuletzt sein zweiter Vorsitzender und Geschäftsführer. Er engagierte sich dann an dem Aufbau des Museums und nach dessen Eröffnung 1978 war er dessen Leiter und Kustos.

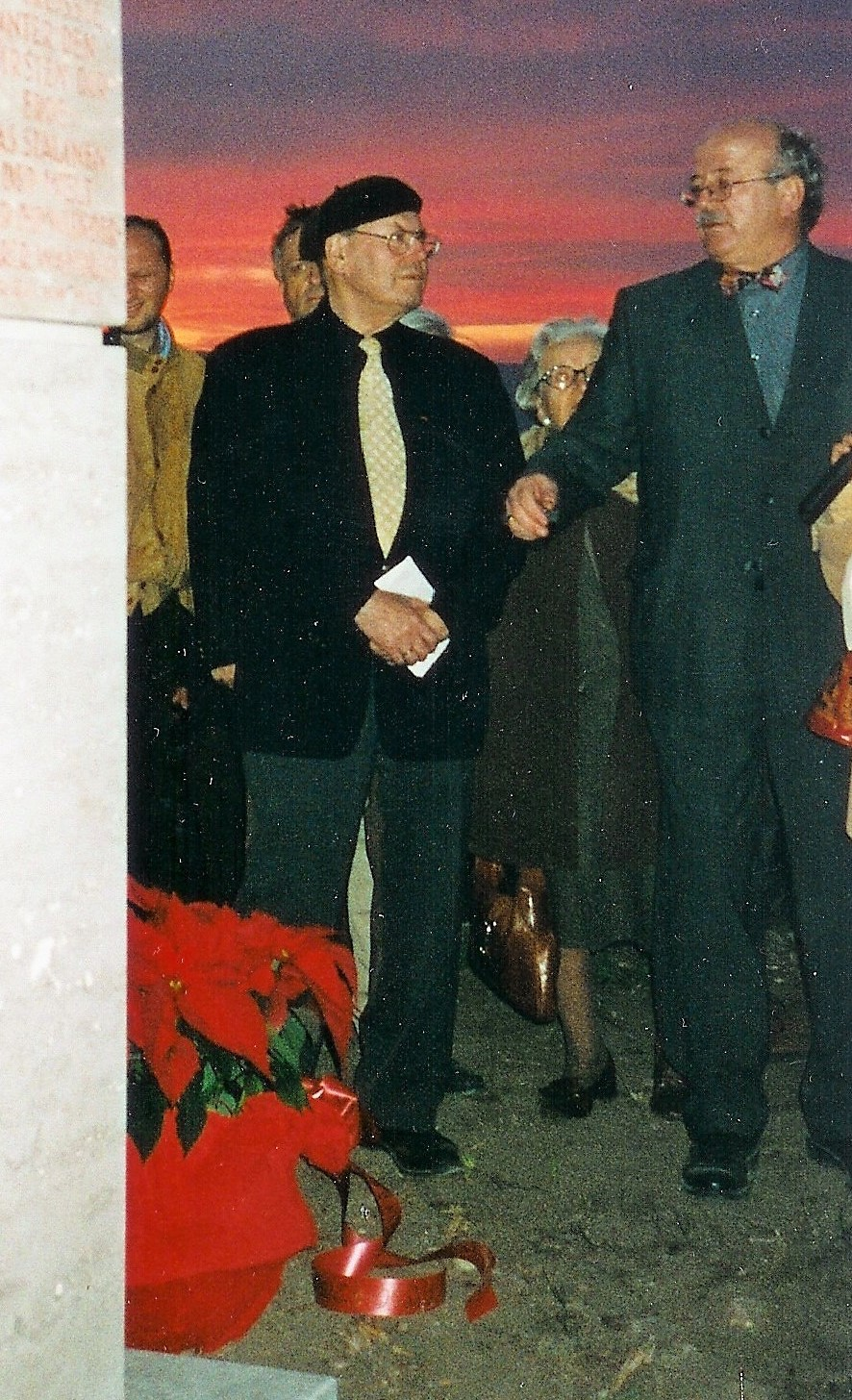
Gerhard Hertel bei der Enthüllung der Kaiser-Friedrich-II.-Stele am Castel Fiorentino am 13. Dezember 2000.

Gerhard Hertel verfasste mehrere Bücher sowie zahlreiche Aufsätze und Erzählungen, die vor allem die Geschichte Freudenstadts betrafen. In dem 2006 erschienenen Buch Erlebnisse, Ansichten, Einsichten aus 80 Jahren ist es ihm gelungen, seine Autobiografie mit der Stadtgeschichte zu verbinden und auf diese Weise sein Lebenswerk abzuschließen. Hertel arbeitete an der Herausgabe der Jahrbücher des Landkreises Freudenstadt mit und seit 1980 war er Alleinredakteur der „Freudenstädter Heimatblätter“, einer Monatsbeilage der Freudenstädter Ausgabe der Tageszeitung „Schwarzwälder Bote“. Er verfasste dafür unzählige Abhandlungen, die zum großen Teil den Gründern der Stadt: Herzog Friedrich von Württemberg und Baumeister Heinrich Schickhardt gewidmet waren. Zur 400-Jahr-Feier von Freudenstadt organisierte er 1999 eine Vortragsreihe. Es gelang ihm, dafür hochkarätige Referenten zu gewinnen.
1974 begegnete Hertel auf einer Forschungsreise dem Generalsekretär von Horbourg, Ernest Weiss. Den beiden, die bald eine herzliche Freundschaft verband, ist es gelungen, die Bürgermeister der beiden Städte von der Zusammenarbeit für den Erhalt des Werkes von Heinrich Schickhardt zu überzeugen. 1989 beschlossen Hertel und Jean-Claude Voisin, damaliger Leiter des Kultur- und Denkmalamtes von Montbéliard, die seit 1972 offiziell bestehende Partnerschaft zwischen Freudenstadt und Montbéliard zu vertiefen, indem das gemeinsame kulturelle Erbe Heinrich Schickhardts in den ehemaligen württembergischen Gebieten besser zur Geltung gebracht wird. Diese Initiative verwandelte den Zusammenschluss Freudenstadts mit Horbourg in ein viel breiteres Bündnis der Städte, die Bauwerke oder technische Konstruktionen Schickhardts besitzen und dieses kulturelle Erbe der Nachwelt zugänglich erhalten wollen. Dieses Bündnis wurde 1992 als „Europäische Kulturstraße Heinrich Schickhardt“ offiziell anerkannt und sein Rang 2004 zur „Kulturstraße des Europarats Heinrich Schickhardt“ erhoben.

## Würdigung
Zum Abschluss seiner 33-jährigen Tätigkeit als Stadtrat wurde Hertel 1989 die Freudenstädter Bürgermedaille verliehen.
Für seine außerordentlichen Verdienste als Stadt- und Kreisrat, als Historiker und nicht zuletzt für den Brückenschlag nach Frankreich – Mitbegründung des Vereins Kulturstraße Heinrich Schickhardt – erhielt Hertel das Bundesverdienstkreuz erster Klasse.
Am 22. Juni 2007, an dem Tag, an dem Gerhard Hertel 83 Jahre. geworden wäre, knapp fünf Monate nach seinem Tod, würdigte ihn die Stadt Freudenstadt in einer Feierstunde mit der Umbenennung des Kleinen Kursaals im Kurhaus in Gerhard-Hertel-Saal. Gleichzeitig wurde im Foyer des Stadthauses am Markt ein Relief zu seiner Erinnerung angebracht. In der darunter befestigten Vitrine wurden auf Dauer verschiedene persönliche Erinnerungsstücke Gerhard Hertels ausgestellt. Im Zusammenhang mit Umbaumaßnahmen und Neugestaltung des Museums im Stadthaus wurden das Relief und die Vitrine mit den persönlichen Gegenständen von Gerhard Hertel 2012 in den Gerhard-Hertel-Saal im Kurhaus verlegt.

## Auszeichnungen
- Bundesverdienstkreuz erster Klasse
- Heimatmedaille des Landes Baden-Württemberg
- Bürgermedaille der Stadt Freudenstadt

## Veröffentlichungen (Auswahl)
- Das Jahr, in dem nicht nur Freudenstadt zerstört wurde. Ein Tagebuch als Bericht einer Zeitenwende, Freudenstadt : Gerhard Hertel 1978
- Freudenstadt in alten Ansichtskarten, hrsg. von Gerhard Hertel, Frankfurt am Main : Flechsig 1979, ISBN 3-88189-080-7
- Zwischen Deutschland und Frankreich. Der Gründer Freudenstadts und seine Rolle im europäischen Glaubensstreit, Freudenstadt : Gerhard Hertel 1981
- Das Bärenschlössle – ein Zeuge Freudenstädter Geschichte, Freudenstadt : Müller 1981, ISBN 3-88366-050-7
- Freudenstadt zu Hartranfts Zeiten; mit Bildern des Stadtarchivs Freudenstadt aus den Jahren 1850–1950, Horb : Geiger 1983
- Die Zerstörung. Das Schicksal von Freudenstadt am 16./17. April 1945, Horb : Geiger o. J. [ca. 1984]
- Königl. Oberamt Freudenstadt. Glanz und Not des 19. Jahrhunderts im Spiegel zeitgeschichtlicher Bilder und Berichte (1806–1906), Horb : Geiger 1987, ISBN 3-89264-076-9
- Herzog Friedrich I. von Württemberg. Eine geschichtliche Erzählung, Horb : Geiger 1989, ISBN 3-89264-409-8
- Alt-Freudenstadt und Alt-Horb. Bilder aus zwei alt-württembergischen Oberämtern, Tübingen : Gebrüder Metz; Südwest-Presse o. J. [1989], ISBN 3-921580-83-8
- Beiträge in: Städtle und Stadt: Dornstetten und Freudenstadt. Spurensuche zur Jahrtausendwende; Ritter und Leute, Kirchen und Bauten; Erinnerung zur Stadtgründung Freudenstadts vor 400 Jahren, 1599–1999, hrsg. von Gottlob Herbert Bidermann, Reutlingen : Steinach-Verlag 2000, ISBN 3-929652-02-1
- Erlebnisse, Ansichten, Einsichten aus 80 Jahren, Horb : Geiger 2006, ISBN 978-3-86595-098-7